# Mellicta dorfmeisteri
Mellicta dorfmeisteri är en fjärilsart som beskrevs av Hellweger 1911. Mellicta dorfmeisteri ingår i släktet Mellicta och familjen praktfjärilar. Inga underarter finns listade i Catalogue of Life.